# Шаряково
Шаря́ково (рос. Шаряково, башк. Шәрәк) — присілок у складі Салаватського району Башкортостану, Росія. Входить до складу Лагеревської сільської ради.
Населення — 170 осіб (2010; 167 в 2002).
Національний склад:
- башкири — 96 %